# Need for Speed Unbound
Need for Speed Unbound – wyścigowa gra wideo z 2022 roku opracowana przez Criterion Games i opublikowana przez Electronic Arts. Gra jest dwudziestą piątą odsłoną serii Need for Speed i następcą wydanej w 2019 roku gry Heat.
Unbound zostało przedstawione przez Electronic Arts 6 października 2022 r. Mapa przedstawia fikcyjne miasto o nazwie Lakeshore City inspirowane Chicago w stanie Illinois.
Unbound zostało wydane na PlayStation 5, Windows i Xbox Series X/S 2 grudnia 2022 roku. Gra zebrała generalnie pozytywne recenzje od krytyków.

## Rozgrywka
Need for Speed Unbound to gra wyścigowa z otwartym światem, której akcja rozgrywa się w fikcyjnym mieście Lakeshore City, wzorowanym na Chicago. Dodatkowo gra oferuje różne formy dostosowywania, takie jak instalowanie różnych zestawów nadwozia, dodawanie rozdzielacza, a nawet całkowite usuwanie przednich lub tylnych zderzaków.

## Odbiór gry
Gra w wersji na PlayStation 5 uzyskała średnie recenzje w serwisie Metacritic – 77/100.

## Minimalne wymagania systemowe na PC[4]
- System operacyjny: Windows 10 (64-bitowy)
- Procesor (AMD): Ryzen 5 2600 lub równorzędny
- Procesor (Intel): Core i5-8600 lub równorzędny
- Pamięć: 8 GB
- Karta graficzna (AMD): RX 570 lub równorzędna
- Karta graficzna (Nvidia): GTX 1050 Ti lub równorzędna
- DirectX: karta zgodna z DirectX 12
- Łącze internetowe: 512 kb/s
- Miejsce na dysku: co najmniej 50 GB